# Annik Schnitzler-Lenoble
Annik Schnitzler-Lenoble est professeure honoraire d'écologie forestière à l'Université de Lorraine, actuellement retraitée. Elle est l'auteure de plusieurs ouvrages sur les forêts sauvages d'Europe et du monde. Engagée dans la protection de la nature sauvage et le réensauvagement, elle participe au conseil scientifique de plusieurs organismes et associations, du niveau régional au niveau international. 

## Biographie
Née en 1952, Annik Schnitzler grandit et fait ses études à Strasbourg. Après avoir obtenu un diplôme de pharmacienne, elle obtient une maîtrise en géographie physique, un DEA en biologie végétale avant de soutenir une thèse à la faculté de Pharmacie de Strasbourg en 1988 auprès de Roland Carbiener, professeur retraité de l’université de Strasbourg, spécialiste des milieux rhénans. 
En 1994, elle entre à l'université de Lorraine en tant que maître de conférence, puis professeure.

## Travaux
Annik-Schnitzler a enseigné plusieurs disciplines complémentaires, telles que la botanique, l'écologie des communautés, la génétique des populations, la physiologie végétale et la biologie de la conservation. 
99 articles scientifiques ont été publiés sur ces sujets au cours de sa carrière universitaire, incluant des résultats présentés dans divers colloques internationaux. Les thématiques de ses publications scientifiques concernent la structure et dynamique forestière en forêt primaire, l'écologie des lianes en milieu tempéré et tropical, la biologie et écologie des espèces menacées, la dynamique des espèces invasives en milieux naturel et pollué et la dynamique des forêts alluviales. Ses champs d'étude couvrent aussi bien des aires géographiques à l'international qu'à un niveau très local, plus spécifique la vallée alluviale du Rhin et les Vosges du Nord, dans le Grand Est.
Son intérêt pour la grande faune forestière la mène à s'intéresser aux relations entre proies et prédateurs, ainsi qu'entre prédateurs, notamment les loups et les lynx,. Elle a également publié un ouvrage sur les grands félidés. 
Annik Schnitzler publie également des articles à destination du grand public dans des médias nationaux ou locaux et intervient dans le cadre de reportages sur ses thématiques de recherche,. 

## Œuvres

### Livres écrits ou co-écrits
- Annik Schnitzler-Lenoble et Claire Arnold (ill. Francis Hallé), Éloge des lianes : Un Monde méconnu, Actes Sud, 9 mars 2022 (ISBN 2330162529), Prix Pierre-Joseph Redouté – catégorie Botanique - 2022[10], prix Émile Gallé - catégorie auteurs régionaux - 2022[11]
- Annik Schnitzler (photogr. Biosphoto), Forêts sauvages, Glénat, 28 octobre 2020, 192 p. (ISBN 978-2-344-04384-4)
- Annik Schnitzler et Jean-Claude Génot, La nature férale ou Le retour du sauvage pour l'ensauvagement de nos paysages, Jouvence Nature, 25 février 2020, 175 p. (ISBN 978-2-88953-274-2)
- Annik Schnitzler, Les voyages du lion, Edilivre-Aparis, 6 juillet 2015, 254 p. (ISBN 9782332682406)
- Annik Schnitzler et Jean-Claude Génot, La France des friches, Quae, février 2012, 186 p. (ISBN 978-2-7592-1700-7)
- Annik Schnitzler (photogr. Wild wonders of Europe), Forêts d'Europe, Éditions de la Martinière, 22 septembre 2011, 240 p. (ISBN 9782732446110)
- Michèle Trémolières et Annik Schnitzler, Protéger, restaurer et gérer les zones alluviales : pourquoi et comment ?, Lavoisier - Tec et Doc, 10 janvier 2008, 239 p. (ISBN 978-2-7430-1011-9)
- Annik Schnitzler-Lenoble et Roland Carbiener, Forêts alluviales d'Europe : écologie, biogéographie, valeur intrinsèque, Lavoisier - Tec et Doc, 3 juin 2007, 387 p. (ISBN 978-2-7430-0935-9)
- Annik Schnitzler, Ecologie des forêts naturelles d'Europe : biodiversité, sylvigénèse, valeur patrimoniale des forêts primaires, Lavoisier - Tec et Doc, 25 mai 2002, 271 p. (EAN 9782743005412)
- Roland Carbiener, Laurent Schmitt, Rhin Vivant, La nuée bleue, 10 novembre 2022, 288 p. (ISBN 2716509352), contributrice

### Films
- Film universitaire La Moselle ensauvagée - De l’eau et des forêts dans la vallée de la Moselle ou le retour d’une dynamique naturelle ,  ressource pédagogique en écologie proposée par Annik Schnitzler (Université de Lorraine), Laurent Schmitt (Université de Strasbourg), Gabrielle Thiébaut (Université de Rennes 1), Jean-Michel Gobat (Université de Neuchâtel) et Claire Arnold (Université de Neuchâtel et de Lausanne), coproduction Université de Lorraine / Université Virtuelle Environnement et Développement durable. Ce documentaire a reçu le prix Medea Awards 2016 pour la meilleure utilisation des médias dans l'enseignement supérieur.

## Engagement associatif et protection de l'environnement
Annik Schnitzler-Lenoble est engagée dans plusieurs démarches de conservation de la nature, tant à titre scientifique que militante. Elle a notamment beaucoup milité pour la protection des forêts alluviales, incluant le retour des inondations ou la protection des rivières et fleuves encore sauvages. 
Au niveau national, elle a été membre du Conseil National de Protection de la Nature, membre du conseil d'administration de la Société Nationale de Protection de la Nature, membre du comité scientifique du WWF et présidente du Conseil scientifique du Conservatoire d'espaces naturels d'Alsace.
Actuellement, elle est membre du conseil d'administration l'association Francis Hallé pour la forêt primaire, membre du Groupe de travail Wilderness du Comité français de l’UICN.

## Distinctions
En octobre 2021, Annik Schnitzler-Lenoble  a reçu le titre de Chevalier de l’Ordre du mérite pour ses activités de recherches appliquées dans le domaine de la transition écologique.
Elle a également reçu le Grand Prix 2021 de l’Académie Lorraine des Sciences, décerné le 20 novembre 2021, pour son livre intitulé Forêts sauvages paru aux Editions Glénat.